# Worms 4
Worms 4 est un jeu vidéo d'artillerie développé par Team17. Il fait partie de la série Worms.

## Accueil
- Gamezebo : 3,5/5[1]
- TouchArcade : 4/5[2]